# Даніель Фузато
Даніель Фузато (порт. Daniel Fuzato, нар. 4 липня 1997, Санта-Барбара-д'Оесте) — бразильський футболіст, воротар іспанського клубу «Ібіса». Виступав за молодіжну збірну Бразилії.

## Клубна кар'єра
Народився 4 липня 1997 року в місті Санта-Барбара-д'Оесте. Вихованець футбольної школи клубу «Палмейрас». Дорослу футбольну кар'єру розпочав 2017 року в основній команді того ж клубу.
Своєю грою за цю команду привернув увагу представників тренерського штабу клубу «Рома», до складу якого приєднався 2018 року. Відіграв за «вовків» наступні два сезони своєї ігрової кар'єри, але зіграв лише один матч — 1 серпня 2020 року у матчі Серії А проти «Ювентуса» (3:1).
19 серпня 2020 року Даніель був відданий в оренду на сезон у португальський «Жіл Вісенте», але оскільки не зіграв за першу команду жодної гри, вже у січні оренда дострокова була розірвана і бразильський воротар повернувся до Риму. 2022 року Фузато допоміг команді виграти дебютний розіграш Ліги конференцій, втім на турнірі зіграв лише у одному матчі групового етапу з софійським ЦСКА (3:2). А в національному чемпіонаті загалом відіграв за «вовків» 6 матчів.
21 червня 2022 року уклав контракт з іспанським друголіговим клубом «Ібіса».

## Виступи за збірні
У 2016 році залучався до складу молодіжної збірної Бразилії. На молодіжному рівні зіграв у 2 офіційних матчах, пропустив 3 голи.

## Статистика виступів

### Статистика клубних виступів
Станом на 15 серпня 2022
| Сезон                 | Команда               | Чемпіонат             | Чемпіонат | Чемпіонат | Національний кубок | Національний кубок | Національний кубок | Континентальні кубки | Континентальні кубки | Континентальні кубки | Інші змагання | Інші змагання | Інші змагання | Усього | Усього |
| Сезон                 | Команда               | Ліга                  | Ігор      | Голів     | Ліга               | Ігор               | Голів              | Ліга                 | Ігор                 | Голів                | Ліга          | Ігор          | Голів         | Ігор   | Голів  |
| --------------------- | --------------------- | --------------------- | --------- | --------- | ------------------ | ------------------ | ------------------ | -------------------- | -------------------- | -------------------- | ------------- | ------------- | ------------- | ------ | ------ |
| 2017                  | «Палмейрас»           | A1/SP+ЧБ              | 0         | 0         | КБ                 | 0                  | 0                  | ЛЧ                   | 0                    | 0                    | -             | -             | -             | 0      | 0      |
| 2018                  | «Палмейрас»           | A1/SP+ЧБ              | 0         | 0         | КБ                 | 0                  | 0                  | ЛЧ                   | 0                    | 0                    | -             | -             | -             | 0      | 0      |
| Усього за «Палмейрас» | Усього за «Палмейрас» | Усього за «Палмейрас» | 0+0       | 0+0       |                    | 0                  | 0                  |                      | 0                    | 0                    |               | 0             | 0             | 0      | 0      |
| 2018–19               | «Рома»                | A                     | 0         | 0         | КІ                 | 0                  | 0                  | ЛЧ                   | 0                    | 0                    | -             | -             | -             | 0      | 0      |
| 2019–20               | «Рома»                | A                     | 1         | -1        | КІ                 | 0                  | 0                  | ЛЄ                   | 0                    | 0                    | -             | -             | -             | 1      | -1     |
| 2020-січ. 2021        | «Жіл Вісенте»         | ПЛ                    | 0         | 0         | КП+КЛ              | 0+0                | 0                  | -                    | -                    | -                    | -             | -             | -             | 0      | 0      |
| січ.-черв. 2021       | «Рома»                | A                     | 5         | -7        | КІ                 | 1                  | -1                 | ЛЄ                   | 0                    | 0                    | -             | -             | -             | 6      | -8     |
| 2021–22               | «Рома»                | A                     | 0         | 0         | КІ                 | 0                  | 0                  | ЛК                   | 1                    | -2                   | -             | -             | -             | 1      | -2     |
| Усього за «Рому»      | Усього за «Рому»      | Усього за «Рому»      | 6         | -8        |                    | 1                  | -1                 |                      | 1                    | -2                   |               | -             | -             | 8      | -11    |
| 2022–23               | «Ібіса»               | СД                    | 1         | -2        | КІ                 | 0+0                | 0                  | -                    | -                    | -                    | -             | -             | -             | 1      | -2     |
| Усього за кар'єру     | Усього за кар'єру     | Усього за кар'єру     | 7         | -10       |                    | 1                  | -1                 |                      | 1                    | -2                   |               | -             | -             | 9      | -13    |

## Титули і досягнення
- Переможець Ліги конференцій УЄФА (1):

«Рома»: 2021–22